# Иосиф (Петровых)
Митрополи́т Ио́сиф (в миру Иван Семёнович Петровы́х; 15 [27] декабря 1872, Устюжна, Новгородская губерния — 20 ноября 1937, урочище Лисья Балка, Южно-Казахстанская область) — епископ Православной российской церкви; с августа 1926 года митрополит Ленинградский (назначен заместителем патриаршего местоблюстителя митрополитом Сергием (Страгородским)). Не приняв декларации 1927 года о полной лояльности власти и своего перевода на Одесскую кафедру, становится лидером «иосифлянства»; духовный писатель. Магистр богословия (1903).
Прославлен в лике святых Русской православной церковью за рубежом как священномученик Иосиф Петроградский.

## Детство и образование

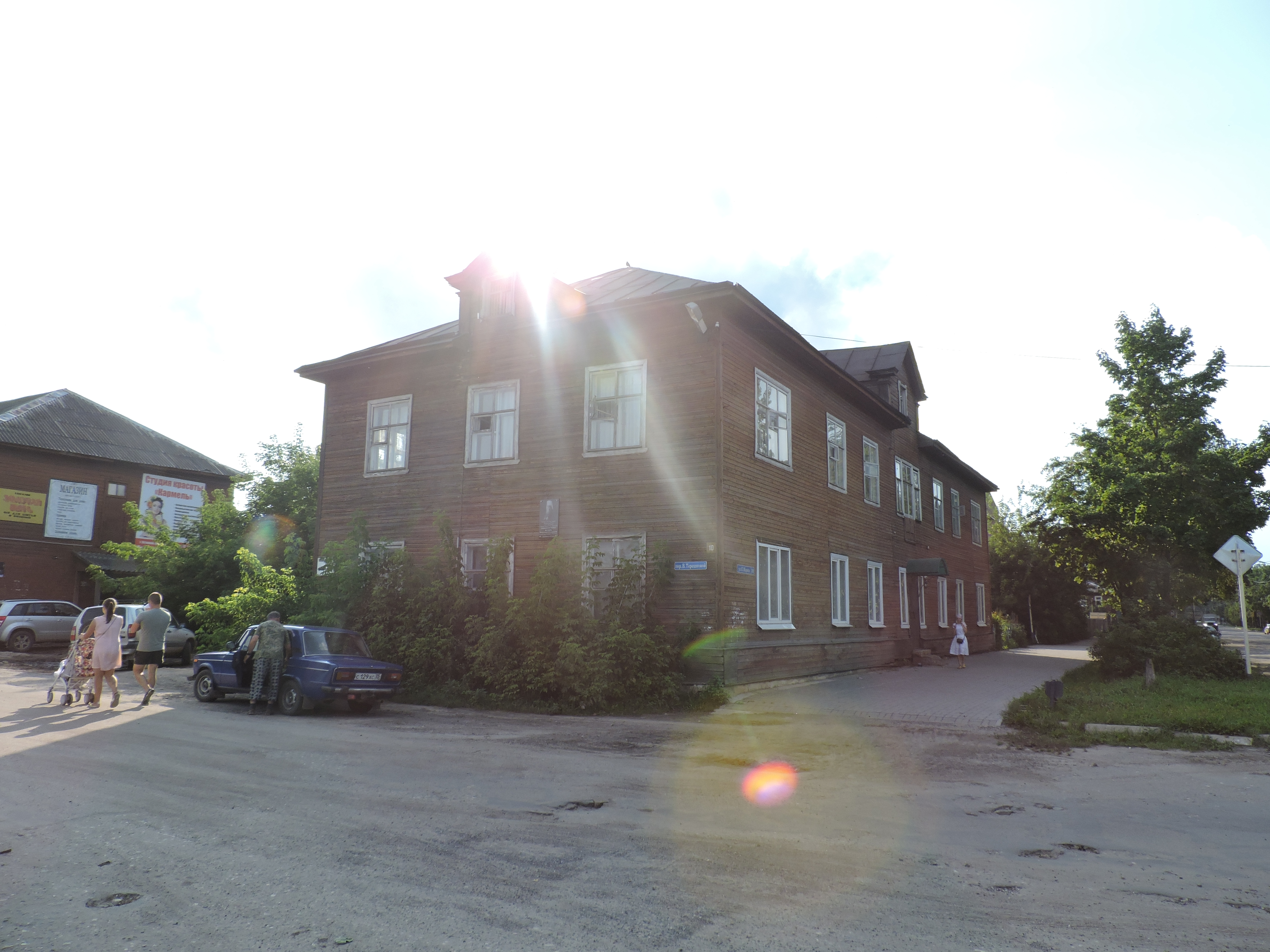
Дом в Устюжне, на котором установлена мемориальная доска митрополиту (родился и жил в соседнем доме)

Происходил из семьи мещанина уездного города Устюжны — Семёна Кирилловича Петровых, владевшего пекарней и булочной лавкой. Евдокия Ивановна, урождённая Ганьковская, занималась домашним хозяйством и воспитанием детей. Так как работы по дому было много, в помогала взятая из деревни кухарка. Дом находился в Казанском переулке (ныне Валентины Терешковой). Семья Петровых отличалась набожностью — отмечались церковные праздники, на дни ангелов собирались у именинника за общим столом. Эта традиция сохранялась до 1960-х годов, когда в Устюжне ещё были живы братья и сестры Петровых. Иван Петровых, родившийся 15 декабря 1872 года, был 4-м ребёнком (всего в семье было 9 детей). Был крещён (крещение состоялось 17 декабря, через 2 дня после рождения), как и все его братья и сёстры, в приходской церкви Вознесения Господня на Всполье (разрушена в 1939 году).
По рекомендации священника Вознесенской церкви Иван был принят в Устюженское духовное училище, которое блестяще окончил в 1889 году и поступил в Новгородскую духовную семинарию, располагавшуюся в Новгородском Антониевом монастыре. О семинарских годах Ивана Петровых мало что известно. Сохранились только его фамилия в списках учащихся, фотография тех лет и журнал дежурств по семинарии с отметками о его дежурствах. Учёба шла успешно. Только по одному предмету, логике, он имел оценку 4 («очень хорошо»), по остальным — 5 («отлично»). В 1895 году Иван Петровых в качестве лучшего ученика Новгородской духовной семинарии был направлен на учёбу за казённый счёт в Московскую духовную академию. В дни каникул Иван работал при монастырях и церквах, перебирая и приводя в порядок разные церковные документы. Летом он также старался совершать паломничества по святым местам России. Успешно выполнил задание Императорской академии наук, записав по выработанной программе северный народный выговор. 4 декабря 1896 года в присутствии многолюдного собрания преподавателей и студентов Иван Петровых произнёс прощальное слово при погребении почившего профессора А. П. Смирнова, что стало его первым публичным выступлением.
В Московской духовной академии он также был одним из лучших студентов; лишь по общецерковной истории, истории Русской церкви и истории философии он получил отметки «весьма хорошо». Все остальные отметки были отличными. Советом Академии был удостоен ученой степени кандидата богословия за сочинение по истории иудейского народа Иосифа Флавия. 11 июля 1899 года утверждён в ней митрополитом Московским и Коломенским Владимиром (Богоявленским) «с предоставлением ему права на преподавание в семинарии и при искании степени магистра не держать нового устного испытания». В июне 1899 года побывал на Святой земле. Впечатления от посещения мест земной жизни и подвигов Спасителя Иван записал в виде очерков, которые были позднее опубликованы в журнале «Душеполезное чтение». Ещё во время обучения в Академии начал вести духовный дневник, в который заносил свои духовные наблюдения и переживания.

## Преподавание и монашество
Для продолжения научных занятий по окончании Московской духовной академии был оставлен при ней в качестве профессорского стипендиата «для приготовления к замещению вакантных преподавательских кафедр». В октябре 1899 года Совет Московской духовной академии утвердил заявленную им программу занятий по изучению последнего периода Библейской истории и намерение переработать кандидатское сочинение в магистерское. Через год стипендиатский отчёт Ивана Петровых был высоко оценен ректором МДА епископом Арсением (Стадницким), предложившим избрать Ивана Петровых на должность преподавателя Библейской истории. 4 сентября 1900 года в собрании Совета МДА Иван Петровых прочитал две пробные лекций на темы: «Рим и Иерусалим (к характеристике и истории периода римского владычества)» и «Самуил и Саул в их взаимных отношениях». Последняя лекция была опубликована в журнале Московской духовной академии «Богословский вестник» за декабрь 1900 года. прочтении лекций был избран исправляющим обязанности доцента МДА по кафедре Библейской истории. На этой же кафедре ректор МДА епископ Арсений читал курс лекций по начальному периоду Библейской истории от патриархов до первых царей, а Иван Петровых — последующий период.
В это время он принимает окончательное решение о монашеском постриге, о чём он задумывался ещё с детства. Как написал он в своём дневнике: «Несколько высоконравственных, благородных, прекрасных и непорочных девиц имели желание и жизненную надежду разделить со мною счастье супружества. Едва не соблазнился и сам я устроить это счастье, ожидавшие которого вместе со мною были глубоко огорчены моим выбором монашества». 10 июля 1901 года пишет прошение «о сочислении лику иночествующих», а также письмо епископу Арсению (Стадницкому) с аналогичной просьбой. 26 августа 1901 года в Гефсиманском скиту при Троице-Сергиевой лавре Иван был пострижен епископом Волоколамским Арсением (Стадницким) в мантию с наречением имени Иосиф в честь ветхозаветного патриарха Иосифа Прекрасного. 30 сентября 1901 года в Троицком соборе Троице-Сергиевой лавры монах Иосиф был рукоположен в сан иеродиакона, а 14 октября — в Покровской церкви Московской духовной академии посвящен в сан иеромонаха. За ревностное служение в Покровской академической церкви через несколько месяцев после рукоположения иеромонах Иосиф по ходатайству ректора МДА, епископа Арсения, был награждён набедренником.
В апреле 1903 года исправляющий должность доцента академии по кафедре Библейской истории иеромонах Иосиф (Петровых) подал в Совет Академии прошение рассмотреть его труд «История Иудейского народа по Археологии Иосифа Флавия. (Опыт критического разбора и обработки)» в качестве магистерской диссертации. Защита диссертации прошла 6 июня 1903 года в актовом зале Московской духовной академии, отчёт о магистерском диспуте был опубликован в «Богословском вестнике». По окончании прений Совет МДА единогласно признал защиту достаточной и постановил ходатайствовать об утверждении диспутанта в учёной степени магистра богословия. В том же году диссертация была напечатана отдельной книгой в типографии Троице-Сергиевой лавры. Она вызвала отклики учёных-богословов и в целом получила высокую оценку. 19 июня 1903 года по указу Святейшего Синода иеромонах Иосиф Петровых был утверждён в степени магистра богословия. В декабре того же года он был назначен экстраординарным профессором по кафедре Библейской истории и инспектором Московской духовной академии. 18 января 1904 года возведён в сан архимандрита.
С января 1905 года выдержки из дневника архимандрита Иосифа начал печатать журнал «Душеполезное чтение», с указанием только инициалов автора. С благословения епископа Арсения (Стадницкого) дневник стал издаваться также в типографии Троице-Сергиевой Лавры также без указания полного имени автора. Как специалист по Библейской тематике он написал в тот период несколько статей для «Православной богословской энциклопедии», а также подробные комментарии и объяснительные статьи в Толковой Библии на книги «Иудифь», «Есфирь» и «Книги Маккавейские».
В 1905 году после Кровавого воскресенья прекратил поминовение императорской фамилии. 27 сентября 1930 года он скажет на допросе: «<Я> никогда не был особым сторонником старого режима, с коим у меня посему даже были в прошлом немалые недоразумения (прекращение мною в 1905 году всякого поминовения царской фамилии за Богослужением, за это лишение на некоторое время возможности священнослужения, перевод на худшее место, лишение наград, повышений по службе)». 3 января 1906 года подал прошение о месячном отпуске на это время, к прошению прилагалось свидетельство врача Лавры, где указывалось, что архимандрит Иосиф «нуждается во временном прекращении своих служебных обязанностей и полном отдыхе для восстановления сильно утомлённой в последнее время нервной системы».

## Настоятель Яблочинского и Юрьева монастырей

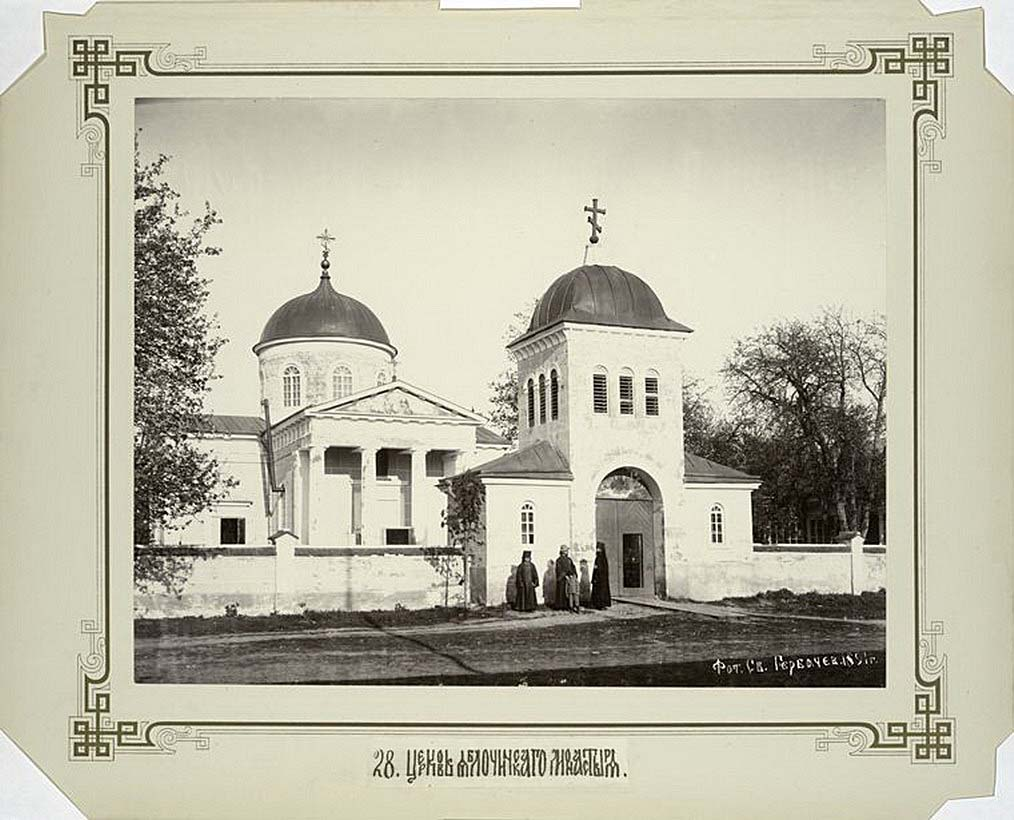
Яблочинский монастырь

Изданные Синодом 21 февраля 1906 года «Временные правила» в качестве дополнения к Уставу дали широкую автономию Московской духовной академии, но они не были приняты архимандритом Иосифом, поскольку создавали, по его мнению, невозможное положение для монашествующих в духовной школе. В это время архимандрит Иосиф принял решение об оставлении Академии, о чём свидетельствовал рапорт епископа Холмского Евлогия (Георгиевского) от 2 февраля 1906 года. Епископ Евлогий сообщал в Святейший Синод о необходимости, ввиду крайнего усиления католической пропаганды, организовать центр православного миссионерства в единственном в епархии мужском Яблочинском монастыре с настоятельной просьбой — поставить для этого во главе монастыря богословски образованного пастыря. В качестве такового епископ Евлогий ходатайствовал о назначении архимандрита Иосифа (Петровых), согласно выраженному им желанию посвятить себя миссионерской деятельности. Указом Святейшего синода от 30 июня 1906 года архимандрит Иосиф был назначен на должность настоятеля Яблочинского Онуфриевского монастыря в Бельском уезде Седлецкой губернии Царства Польского с увольнением его от духовно-учебной службы.
В начале августа того же года архимандрит Иосиф прибыл к месту своего нового назначения. Это была далёкая западная окраина, где немногочисленное православное население пребывало во враждебном окружении католиков и постоянно испытывало с их стороны сильное давление и притеснения. Архимандрит Иосиф застал монастырь в жалком состоянии: «Неожиданно я вынужден был обречь себя на жительство в монастыре бедном, расстроенном, запущенном, захолустном, пустынном. После Лаврского благолепия — о, какое это тяжкое лишение, испытание, огорчение!». Более всего архимандрита Иосифа поразила небрежность и неряшливость в отношении к службам и храму. В письмах друзьям и почитателям в Сергиевом Посаде он просил о самом необходимом, отвечая на их вопросы о нуждах обители: простом облачении для будничного служения, которого не нашлось для него в монастыре; о кружочках на чашу для покрывания от мух; о платках для покрытия престола и жертвенника, в обители они покрывались белыми простынями (всегда грязными), и для сосудов, которые там вовсе не покрывались и всегда стояли в пыли и грязи. Просил он своих благодетелей о новом коврике, идущем от престола до амвона, поскольку «старый был весь в дырах и пятнах от милой привычки здешней братии — плеваться! Неприятно даже смотреть. И заменить решительно нечем. Ужас — и в великие праздники придется любоваться этим безобразием». Сетовал он и на полы, деревянные некрашеные, со множеством дыр, откуда выбегали целые стада мышей, их следы покрывали алтарь и даже престол, все покровы на котором пропитывались до тошноты отвратительным мышиным запахом. Удручала отца Иосифа малообразованность и церковная невоспитанность местного населения.

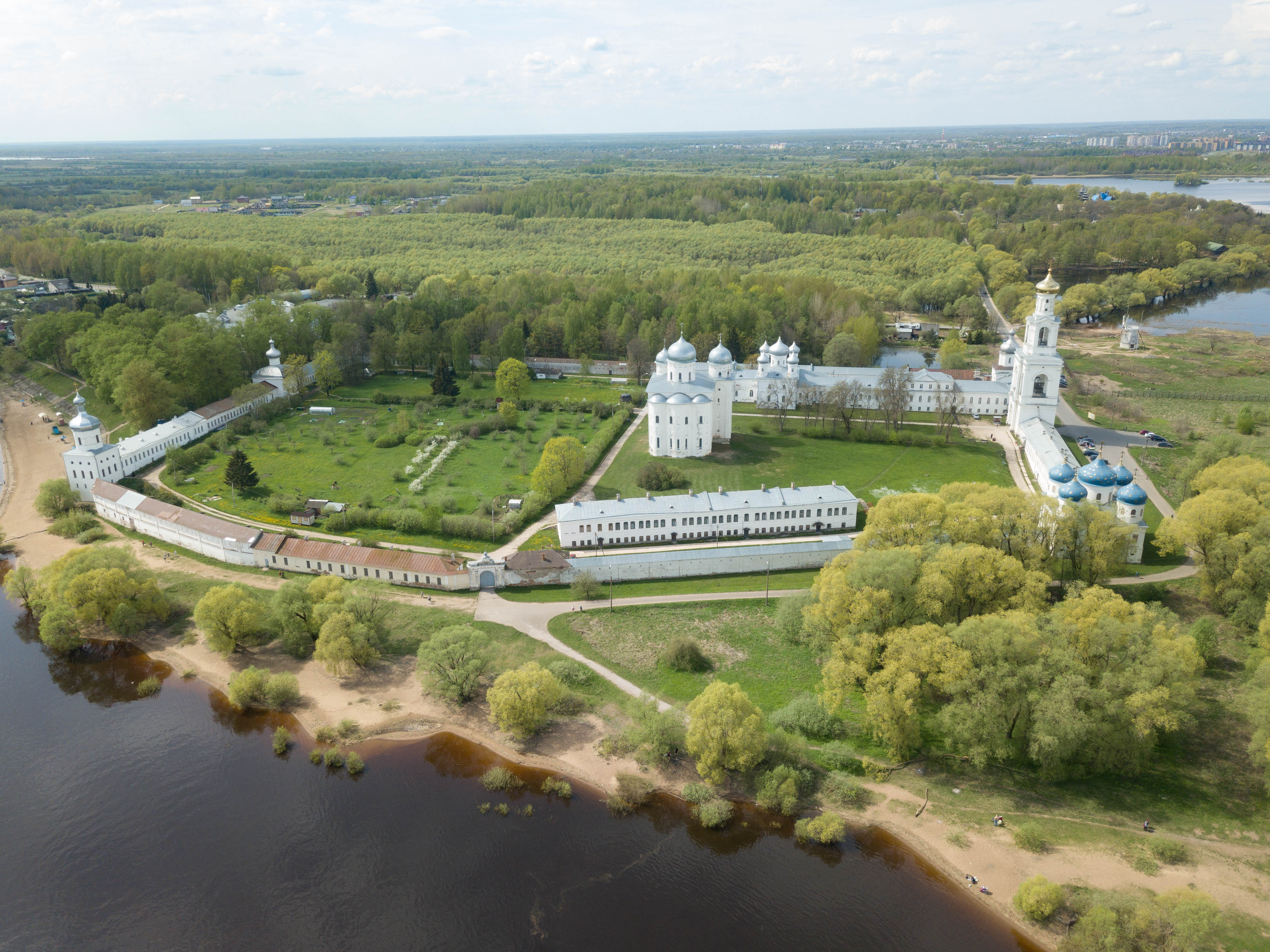
Юрьев монастырь

Архимандрит Иосиф взялся за приведение монастыря в порядок. Он составил службу и акафист небесному покровителю монастыря преподобному Онуфрию; устроил раку для его мощей; заказал для обители иконы преподобного Серафима и преподобного Сергия, которые были встречены с крестным ходом на вокзале и торжественно перенесены в обитель, привлекая множество богомольцев. При перенесении иконы преподобного Сергия в декабре 1906 года собралось столько народу, что небольшой храм обители едва мог вместить всех богомольцев, так что, по словам архимандрита, «даже в Царских вратах тискались». Вскоре архимандрит Иосиф начал ремонт и реконструкцию храма в Яблочинском монастыре и уже весной 1907 года отмечал в письме, что «всё сделано как нельзя лучше — хорошо, просторно, светло, лучшего не желал бы, если бы только всё это было поближе к России». Освящение храма было осуществлено после капитального ремонта 16 декабря 1907 года уже без архимандрита Иосифа.
В сентябре 1907 года назначен настоятелем Юрьева монастыря, располагавшийся в трёх верстах от Новгорода, на левом берегу реки Волхов. По количеству и благолепию храмов уступала лишь Киево-Печерской и Троице-Сергиевой Лаврам. После бедного Яблочинского монастыря перевод в один из богатейших монастырей России, да ещё на родной Новгородской земле должен был принести архимандриту Иосифу радость. Позднее, став настоятелем монастыря в Ростове, он писал, что служение в Новгородской земле «неоценимо и ничем незаменимо для души». Музыкально сведущий, новый настоятель посвятил себя реставрации столпового напева. На религиозно-нравственном чтении в Новгороде 2 марта 1908 года он не только представил содержательный доклад, но и познакомил слушателей с древним церковным пением — хор Юрьевского монастыря впервые за всю историю обители выступил со сцены. Архимандрит Иосиф служил иногда в Софийском кафедральном соборе, принимал участие в религиозно-нравственных чтениях, которые проводились по воскресным дням в зале Новгородской мужской гимназии и других общественных зданиях. Сведения о новгородском служении архимандрита Иосифа довольно скудны. Известно, что он стал жертвой клеветы, о чём написал у себя в дневнике: «Ужасно отомстил мне враг за что-то, вероятно, крайне ему неприятное. Оклеветал, очернил моё имя злобною нападкою на меня других. Клевета нашла отклик в высших сферах. Дело дошло до запроса о моей нравственности». Его преемник на должности настоятеля Юрьева монастыря, архимандрит Анатолий (Юнгер), подал на него жалобу в Синод, обвинив в растратах монастырского капитала. Очевидно, жалобе архимандрита Анатолия все же не был дан ход. Вскоре он был снят с должности настоятеля.

## Епископ Угличский
27 февраля 1909 года по указу Святейшего Синода настоятель Юрьева монастыря, архимандрит Иосиф (Петровых) был назначен епископом Угличским, вторым викарием Ярославской епархии с возведением его в архиерейский сан. Одновременно он назначался настоятелем Спасо-Яковлевского монастыря в Ростове с пребыванием в данном монастыре. 14 марта 1909 года в зале заседаний Святейшего Синода состоялось наречение архимандрита Иосифа в епископский сан, которое совершили: митрополит Санкт-Петербургский Антоний (Вадковский), митрополит Московский Владимир (Богоявленский), митрополит Киевский Флавиан (Городецкий), архиепископ Варшавский Николай (Зиоров), архиепископ Волынский Антоний (Храповицкий), архиепископ Финляндский Сергий (Страгородский), епископ Тамбовский Иннокентий (Беляев), епископ Нижегородский Назарий (Кириллов), епископ Холмский Евлогий (Георгиевский). 15 марта 1909 года в Свято-Троицком Соборе Александро-Невской лавры состоялась его епископская хиротония. Возглавлял богослужение Санкт-Петербургский митрополит Антоний, он же вручил архиерейский жезл рукоположенному епископу и произнес назидательную речь. 20 марта 1910 года переименован в первого викария.

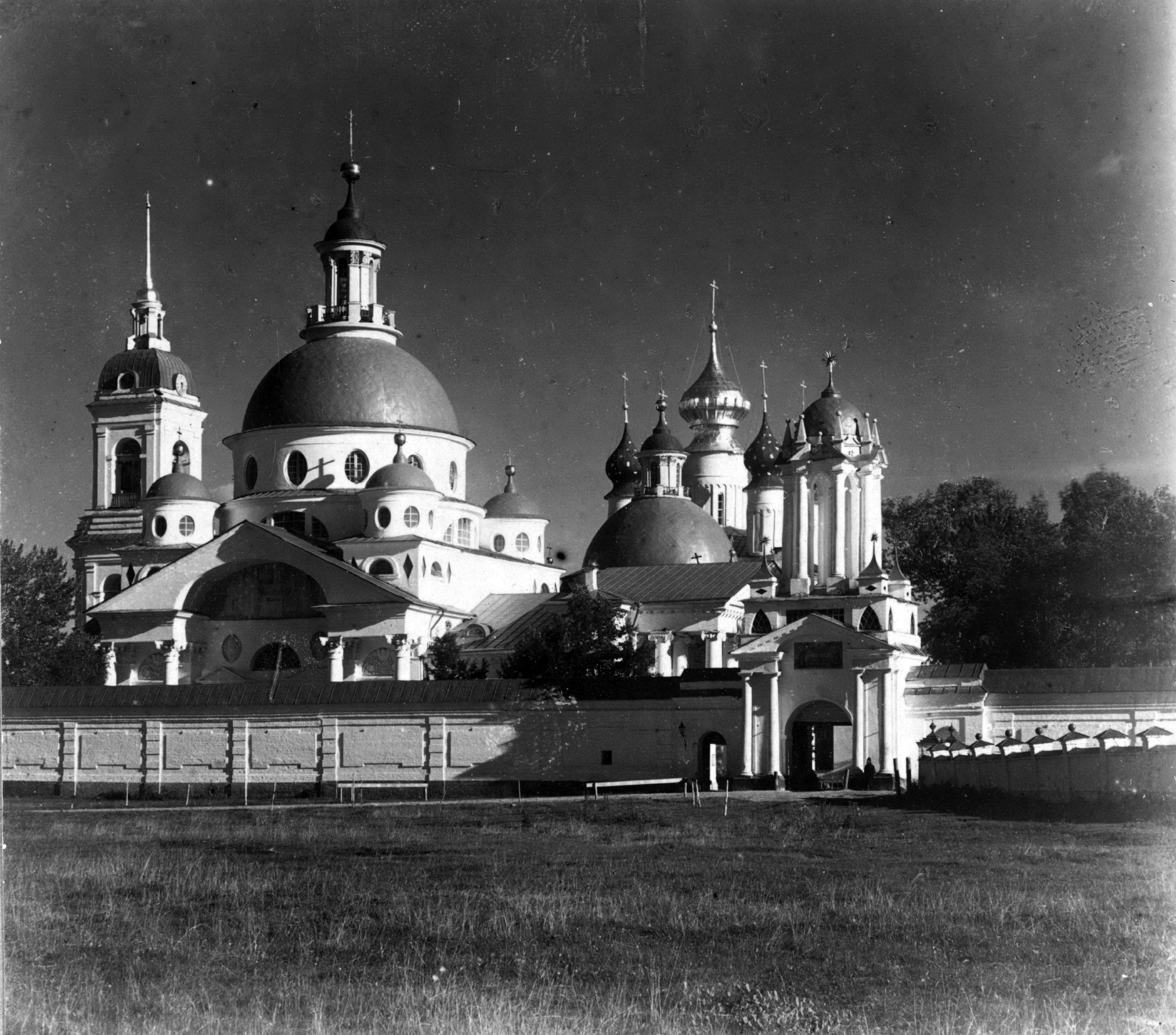
Спасо-Яковлевский монастырь в Ростове.
1911 год.

Оставался на этой должности вплоть до окончательного закрытия обители в 1923 году. Первое дело, с чего пришлось начать деятельность новому настоятелю, — это письмо-протест против задуманного строительства сагового завода на участке земли, вплотную прилегающем к церкви Михаила Архангела и лишь дорогой отделённом от восточной стены Спасо-Яковлевского монастыря. Письмо возымело действие, и завод построен не был. Подготовил и провёл торжества, посвященные 200-летию преставления святителя Димитрия Ростовского, прошедшие 26-28 октября 1909 года в Спасо-Яковлевском монастыре при большом стечении духовенства и мирян. В дальнейшем бережно собирал и хранил всё, что было связано с памятью Димитрия Ростовского. С первых дней своего настоятельства епископ Иосиф сразу же взялся за благоустроение обители. В первый же год своего настоятельства епископ Иосиф освятил храм в честь Толгской иконы Божией Матери и провёл реставрацию соборной Зачатьевской церкви. Также он начал устройство пещерного храма Воскресения, и менее чем через три года, на Пасху 1912 года храм был уже освящён. В 1913 году на монастырскую колокольню был поднят колокол в 155 пудов, купленный епископом Иосифом в Борисо-Глебском монастыре. В 1916 году епископ Иосиф освятил придел в честь Ватопедской иконы Божией Матери, в 1917-м — церковь в честь иконы Божией Матери «Всех скорбящих Радость» при странноприимном доме монастыря.
Ростовские святыни и древности епископ Иосиф изучал с большим интересом, находя время даже для написания искусствоведческих статей. Будучи ценителем церковного пения, сумел собрать в Спасо-Яковлевском монастыре прекрасные хоры, которые славились в Ростове, и в том числе организованный при монастыре детский хор. Любил древние распевы и скорбел о повсеместном искажении и даже полной утрате их. Желание основательно ознакомиться с древними церковными распевами стало одной из главных целей паломничества епископа Иосифа на Афон и затем в Новоафонский монастырь в Абхазии летом 1911 года, когда он получил отпуск на месяц. Уделял серьёзное внимание «Обществу хоругвеносцев» в Ростове, члены которого кроме непосредственного ношения хоругвей и церковных святынь, а также поддержки порядка за богослужением, заботились о благолепии храмов и помощи неимущим и больным.
Несмотря на то, что епископ Иосиф был викарным архиереем, у него немалое время занимала административная будничная архиерейская работа. Это и обозрение церквей епархии с ежегодным их объездом, о чём свидетельствуют ежегодные отчёты с точным указанием всех сёл и расстояний между ними, а также общим числом вёрст, покрытых в пути. И обширная хозяйственная и административная переписка; и ответы на многочисленные ходатайства и просьбы по разным вопросам. С 18 июня по 1 августа 1912 года епископ Иосиф управлял Ярославской епархией по отъезде архиепископа Тихона (Беллавина) на Кавказ для лечения. 22 мая 1913 года принимал императора Николая II, прибывшего в Ростов c семьёй и свитой в связи с празднованием 300-летия дома Романовых. 16 декабря 1913 года Спасо-Яковлевский монастырь инкогнито посетила Великая княгиня Елизавета Фёдоровна. В декабре 1913 года по указу Святейшего Синода на Ярославскую кафедру был назначен архиепископ Виленский и Литовский Агафангел (Преображенский), в то время как архиепископ Тихон (Беллавин) был переведён на Виленскую кафедру. 12 января 1914 года состоялись проводы архиепископа Тихона в Ростове. В последнем слове архиепископ Тихон упомянул и о епископе Иосифе: «благочестивые граждане Ростовские ходатайствовали об учреждении викариатства в городе Ростове. По мере сил владыка Тихон содействовал сему. Теперь ростовцы имеют ревностного к вере и благочестию святителя преосвященного Иосифа».
5 февраля 1914 года в Ярославль прибыл новый архиепископ. Епископ Иосиф был в числе духовенства, встречавшего нового архипастыря. 1 мая 1914 года архиепископ Агафангел посетил Ростов. В дальнейшем архиепископ Агафангел неоднократно приезжал в Ростов и сослужил с епископом Иосифом. С 25 августа по 16 сентября 1914 года епископу Иосифу было поручено временное управление Костромской епархией, поскольку в то время одновременно выбыли из Костромы правящий и викарный архиереи. 29 августа 1914 года епископ Иосиф отслужил в кафедральном соборе Костромы панихиду «по вождям и воинам, на поле брани живот свой положившим». Из собора был совершён крестный ход на центральную Сусанинскую площадь, где у Александровской часовни в сослужении всего городского духовенства совершил молебен — «о даровании победы русскому воинству над врагом, а народу над пьянством». 3 сентября 1914 года предписал «объявить всем благочинным, настоятелям и настоятельницам монастырей и приходским священникам оказывать возможное содействие сбором на нужды Красного Креста за все время войны». По возвращении в Ростов епископ Иосиф завершил строительство двухэтажного каменного Дома имени отца Иоанна Кронштадтского, сооружённого сооружено согласно последним требованиям техники. В здании расположились госпиталь, приют для бедных и странников, начальная школа для бедных детей. 28 октября 1914 года, в день памяти Димитрия Ростовского, было совершено торжественное освящение. Госпиталь сразу же начал свою работу. Спустя два года его отличное состояние отмечал посетивший Ростов Великий князь Николай Михайлович. В этот период награждён орденом Св. Владимира III степени (1912). Награждён орденом Св. Анны 1-й степени (1915).
Неизвестно как епископ Иосиф встретил Февральскую революцию 1917 года. 31 мая 1917 года вместе с епископом Уфимским Андреем (Ухтомским) и единоверческим протоиереем Симоном Шлеёвым епископ Иосиф побывал на старообрядческом Соборе Белокриницкой иерархии в Москве. Епископы Андрей и Иосиф обратились к старообрядцам с предложением обсудить возможность примирения и объединения, причем, по их мнению, «объединение ни в каком случае не может и не должно быть механическим, внешним. Оно должно быть полным, сердечным, чтобы каждая сторона внесла в общую сокровищницу церковной жизни свой талант и преумножила его». Начинание не увенчалось успехом: старообрядческие епископы, поначалу доброжелательно принявшие епископов Андрея и Иосифа, ответили довольно резким посланием. Избран членом Всероссийского поместного собора 1917—1918 годов, в заседаниях не участвовал.
1 декабря 1917 года в связи с перемещением архиепископа Рижского Иоанна (Смирнова) на Рязанскую кафедру епископ Иосиф был назначен временно управляющим Рижской епархией. Из-за оккупации немецкими войсками Риги епархиальное управление размещалось в Юрьеве (ныне Тарту, Эстония). 30 января (12 февраля) 1918 года освобождён от временного управления Рижской епархией в связи с назначением временным управляющим епархией епископа Ревельского Платона (Кульбуша).
На основании Декрета о музейном имуществе от 10 октября 1918 года Спасо-Яковлевский монастырь как памятник древнего искусства был передан в ведение музейного отдела Наркомпроса. В апреле 1919 года было подписано «соглашение» между Ростовским уездным Советом рабочих и солдатских депутатов и настоятелем обители, епископом Иосифом; наместником, архимандритом Тихоном (Шигиным); казначеем, иеромонахом Димитрием, и другими монахами о передаче «в бессрочное» пользование монастырской братии монастыря с храмами. При этом нормальная монастырская жизнь оказалась невозможной из-за поселения в монастырских помещениях по ордерам целых семейств, а сам монастырь превратился в «шумный базар». Питание у братии было самое скудное; зимой пережили нестерпимый холод, пришлось срубить немало деревьев в ограде монастыря для отопления келий. В феврале 1919 года в этом монастыре поселился вернувшийся в свою епархию митрополит Агафангел (Преображенский).

## Архиепископ Ростовский
22 января 1920 года назначен архиепископом Ростовским, викарием Ярославской епархии. В Ростове 25 апреля 1920 года десятый съезд Советов города и уезда принял решение о вскрытии святых мощей в церквах Ростовского уезда. После вскрытия 26 апреля того же года мощей Ростовских чудотворцев в Успенском соборе, Спасо-Яковлевском Димитриевском и Авраамиевом монастырях, архиепископ Иосиф в знак протеста организовал и возглавил крестный ход. Ярославской чрезвычайной комиссией было возбуждено следствие по факту сопротивления вскрытию мощей, причём архиепископ Иосиф проходил по делу в качестве одного из главных обвиняемых. В своих показаниях на допросах архиепископ Иосиф подчёркивал, что никаких «контрреволюционных намерений» у него не было, что никакой агитации он не вёл и виновным себя ни в чём не признаёт. 7 июля 1920 года был подписан ордер на арест архиепископа Иосифа, и на следующий день он был арестован и заключён в тюрьму. В это время в Ростове и окрестных сёлах собирались сотни подписей верующих в его защиту; заявления граждан об освобождении епископа Иосифа были приложены к материалам следственного дела. Следователь предлагал приговорить архиепископа Иосифа и ещё двух обвиняемых к высшей мере наказания. 18 июля архиепископ Иосиф был перевезён в Москву и заключён во внутреннюю тюрьму ВЧК. Здесь ему было предъявлено обвинение в том, что он «проводил агитацию и оказывал сопротивление выполнению распоряжения правительства о вскрытии святых мощей ростовских чудотворцев». 26 июля 1920 года постановлением Президиума ВЧК «Петровых И. С. осужден к заключению в концентрационный лагерь на 1 год условно с предупреждением о неведении агитации». После освобождения из тюрьмы архиепископ Иосиф вернулся в Спасо-Яковлевский монастырь.
В марте — апреле 1922 года Ростовская уездная комиссия по изъятию церковных ценностей составила опись предметов из благородных металлов и драгоценных камней, принадлежащих Спасо-Яковлевскому монастырю; затем были изъяты потиры, оклады, водосвятные чаши, серебряные раки святителей. 28 мая 1922 года этой же комиссией было принято постановление о привлечении к судебной ответственности священнослужителей Спасо-Яковлевского монастыря, и прежде всего архиепископа Иосифа — «за сокрытие ценностей», как отмечалось в протоколе заседания комиссии: «Ввиду того, что оказалось значительное число ценностей, не значившихся в новой описи, что подтверждается фактом обнаружения исполнительной тройкой 2 митр, золотой и серебряной, не значившихся в описи, с драгоценными камнями». Архиепископ Иосиф сразу же не признал созданное в мае 1922 года обновленческое Высшее церковное управление. Позднее на одном из допросов в 1932 году он показал, что в 1922 году он был обвинён в агитации против изъятия ценностей «по клевете обновленцев», для которых он был одним из главных врагов в епархии. 19 ноября 1922 года архиепископ Иосиф «за сопротивление изъятию церковных ценностей» был приговорён Ярославским ревтрибуналом к четырём годам лишения свободы.
По предписанию председателя ВЦИК М. И. Калинина от 5 января 1923 года был освобождён досрочно. Как писал он позднее: «Миловать так миловать целиком и полностью, как помиловал меня однажды всесоюзный староста М. И. Калинин, — вот это я понимаю и безгранично ему за это благодарен». После освобождения пребывал в Алексеевском монастыре в Угличе. В связи с арестом митрополита Ярославского Агафангела (Преображенского) стал временно управляющим епархией, управлял епархией до освобождения митрополита Агафангела в апреле 1926 года. Категорически отверг всякий диалог с обновленцами. Внёс решающий вклад в преодоление в Ярославской епархии обновленческого раскола. В письме начальника Ярославского губотдела ГПУ от 8 августе 1923 года говорилось: «Обновленческая группировка в настоящее время почти совершенно прекратила свою деятельность под натиском „тихоновской“ группировки. Большинство духовенства и верующих идет по пути „тихоновщины“, ослабляя морально и материально обновленческую группировку. Во главе „тихоновской“ группировки стоит епископ Ростовский Иосиф. Данное лицо по Ярославской губернии в настоящее время весьма авторитетно не только среди духовенства и верующих, но и среди советских работников низового аппарата, и в особенности Ростовского уезда. <…> Для поддержания деятельности обновленческой группы, безусловно, необходимо изъять из пределов Ярославской губ<ернии> епископа Иосифа, что значительно ослабит „тихоновскую“ группу, и этим самым дать возможность оживиться и обновленческой группе». Эти настойчивые ходатайства остались без ответа. И на протяжении ещё более трех лет архиепископ Иосиф оставался в Ростове, объединяя всех православных епархии, верных Патриарху и высланному в Сибирь митрополиту Агафангелу. Причем в 1925 и 1926 годах архиепископ Иосиф возглавлял крестные ходы с Ватопедской иконой Божией Матери по волостям Ростовского уезда, получая разрешение на них в местных органах власти. Жители Ростова на протяжении долгого времени хранили добрую память о епископе Иосифе. Вместе с памятью о нём они бережно хранили, как семейные реликвии, фотографии архиепископа Иосифа, подаренные им иконки, книжечки и другие вещи.
18 марта 1924 года (по старому стилю) Патриарх Тихон привлёк архиепископа Иосифа к работе в временном Священном Синоде. 8 мая того же года, когда на заседании Священного Синода по предложению Патриарха было принято постановление об образовании высших органов церковного управления, имя архиепископа Иосифа также вносится в список членов Священного Синода. Недолго, однако, продолжалась эта работа. Через месяц с небольшим Патриарх был вынужден объявить о прекращении работы Священного Синода из-за отсутствия регистрации гражданскими властями как самого Синода, так и входивших в него архиереев. С конца 1924 года до августа 1926 года архиепископ Иосиф временно управлял и Новгородской епархией. Подробных сведений о его служении нет. Очевидно, архиепископ Иосиф часто бывал и служил в Новгороде и старался и там противодействовать обновленцам. К тому времени относится его письмо протоиерею Александру Советову, настоятелю Софийского собора. Архиепископ Иосиф собирал деньги на ремонт собора и обещал привезти к Пасхе для начала работ определённую сумму. Он просил протоиерея Александра сообщить ему точную цифру на ремонт отопления и был уверен, что ему удастся её найти, и таким образом провести ремонт и оставить собор за собой, успешно отстояв его от посягающих на него обновленцев. Был в курсе дел в Ленинграде, так как бывал там проездом и порой принимал участие в богослужениях. Большое количество верующих собирали его архиерейские богослужения в Рождество-Богородицком соборе в Ростове.
7 апреля 1925 года скончался Патриарх Тихон. Архиепископ Иосиф участвовал 12 апреля 1925 года в Архиерейском совещании, утвердившем митрополита Крутицкого Петра (Полянского) в должности Местоблюстителем Патриаршего престола. 6 декабря 1925 года, предвидя арест, в своём завещательном распоряжении от митрополит Петр указал архиепископа Иосифа третьим кандидатом на место Заместителя Патриаршего Местоблюстителя, после митрополитов Нижегородского Сергия (Страгородского) и митрополита Гродненского Михаила (Ермакова). 9 декабря 1925 года митрополит Петр был арестован, и митрополит Сергий (Страгородский), находившийся в Нижнем Новгороде, вступил в права заместителя. Архиепископ Иосиф поддержал вступившего после ареста митрополита Петра в права Заместителя Местоблюстителя митрополита Сергия, когда освобождённый из-под ареста митрополит Ярославский Агафангел (Преображенский), названный по завещанию Патриарха Тихона вторым после митрополита Петра кандидатом на должность Местоблюстителя Патриаршего престола, выпустил 18 апреля 1926 года послание о вступлении в права Патриаршего Местоблюстителя. В результате митрополит Агафангел решает отказаться от претензий на должность патриаршего заместителя. 8 июня митрополит Агафангел доводит это до сведения властей, 12 июня сообщает об этом митрополиту Петру и 17 июня телеграфирует митрополиту Сергию: «Я, по крайне расстроенному здоровью, уже отказался от замещения должности Патриаршего Местоблюстителя».

## Митрополит Ленинградский

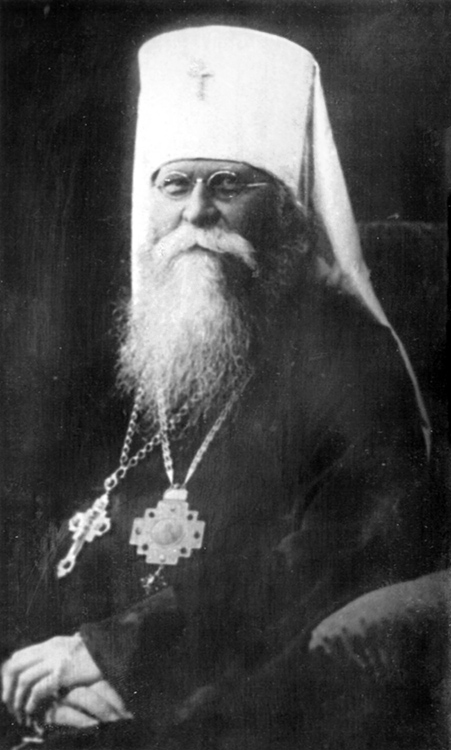
Конец 1920-х годов

26 августа 1926 года распоряжением заместителя Патриаршего Местоблюстителя, митрополита Сергия (Страгородского) архиепископ Иосиф был переведён на Ленинградскую кафедру и возведён в сан митрополита Ленинградского с возложением белого клобука с алмазным крестом и креста на митру. Его назначение на Ленинградскую (Петроградскую) кафедру было исходатайствовано священнослужителями Ленинграда, возлагавшими на него большие надежды в наведении порядка и мира в Ленинградской епархии, к тому времени уже была расколота между сторонниками примиренческой и непримиренческой линии в отношении к советской власти. Об этом назначении ему, в то время пребывавшему в Новгороде, сообщил приехавший туда архиепископ Тихвинский Алексий (Симанский). Принял назначение «из послушания», но возражал против титулования «Ленинградский», называя себя «Петроградский». На богослужениях его также поминали именно как «Петроградского». В Ленинграде с радостью восприняли весть о назначении известного борца за веру, человека аскетической жизни и учёного архиерея на кафедру, вдовствующую с 1922 года, после казни Петроградского митрополита Вениамина (Казанского). 11 сентября прибыл в Ленинград. Митрополит Иосиф был тепло встречен паствой и клиром как достойный преемник митрополита Вениамина. Как писал Михаил Чельцов, «Назначение его было встречено с большой, даже восторженною радостью. Ну, думалось, наконец-то мы опять с настоящим архиереем, наконец-то прекратятся архиерейская рознь и скачки на первенство, наконец-то наступит мало-помалу порядок в наших делах и взаимоотношениях. Так мы думали и наивно думали, мы забывали ужасного нашего врага: советскую власть, которая не могла нас оставить хотя бы при малом благополучии, да и мы при нашей наивности допустили грандиознейшую нетактичность. Нетактичность эта состояла в устроении грандиознейшего торжества в день Александра Невского, 30 августа [12 сентября]». Вечером этого дня (канун памяти святого Александра Невского) и утром в день праздника он совершил торжественное богослужение в Троицком соборе Александро-Невской Лавры. За богослужением присутствовало 150 священнослужителей и 8 архиереев. За время пребывания в Петрограде владыка встретился с семьями своих младших братьев: Николая и Петра. Встреча проходила на квартире Николая Семёновича, причем владыку сопровождал один из его прислужников. По свидетельству родственников митрополита Иосифа, он очень торопился выехать в Ростов Великий, надеясь по возвращении принять братьев у себя.
Религиозный подъём, связанный с назначением митрополита Иосифа, и его большая популярность в Ленинграде вызвали обеспокоенность ОГПУ. Вечером 13 сентября митрополит Иосиф выехал из Ленинграда в Новгород за вещами, а оттуда был вызван в Москву, где состоялась его беседа с курирующим церковные дела в ОГПУ Е. А. Тучковым. Власти приняли решение не допустить возвращения митрополита Иосифа в Ленинград, и он был выслан в Ростов, покидать город ему было запрещено. Митрополит Иосиф назначил временным управляющим епархией епископа Гавриила (Воеводина), который до того не служил и жил на положении частного лица у родных. Тем временем в епархии все более обострялись отношения между «примиренческим» или «либеральным» духовенством во главе с протоиереем Николаем Чуковым и «правым». «Примиренческое» духовенство старалось вернуть в Петроградскую епархию назначенного в Новгород архиепископа Алексия (Симанского), «правые» этому активно противились.
6 декабря 1926 года после ареста в ноября того же года митрополита Сергия митрополит Иосиф в соответствии с завещательным распоряжением митрополита Петра (Полянского) вступил в права Заместителя Патриаршего Местоблюстителя. Находясь под угрозой ареста, митрополит Иосиф через день после вступления в управление, 8 декабря 1926 года издал завещательное распоряжение-послание о преемственности высшей церковной власти, назвав 3 преемников на случай невозможности исполнения им своих полномочий: архиепископов Свердловского Корнилия (Соболева), Астраханского Фаддея (Успенского) и Угличского Серафима (Самойловича). Кроме того, митрополит Иосиф указал имена иерархов, которые в случае смерти Местоблюстителя митрополита Петра или «достаточно выясненной безнадёжности возвращения его к управлению церковными делами» могли бы стать местоблюстителями. Это названные в завещании Патриарха Тихона — митрополит Кирилл (Смирнов) и митрополит Агафангел (Преображенский), а также названные в завещании митрополита Петра — митрополит Арсений (Стадницкий) и митрополит Сергий (Страгородский).
Через день после опубликования завещательного распоряжения митрополит Иосиф был арестован. Арест был связан с тайными выборами патриарха, предпринятыми по инициативе ряда архиереев, решившихся в условиях невозможности созыва церковного собора провести избрание патриарха путем тайного опроса и сбора подписей архиереев. Осенью 1926 года епископ Павлин (Крошечкин), один из главных инициаторов этого дела, и ещё ряд клириков, получив от митрополита Сергия обращение к архиереям по поводу предпринимаемых выборов, стали объезжать епископов и собирать их подписи под актом избрания предложенного кандидата в патриарха. Большинство опрошенных архиереев высказались за кандидатуру митрополита Казанского Кирилла (Смирнова). Митрополит Иосиф был допрошен 10 декабря 1926 года. 16 декабря митрополит Иосиф был вызван ОГПУ в Москву и 29 декабря доставлен к месту ссылки в официально закрытый Николо-Моденский монастырь в 35 км от Устюжны.
30 марта 1927 года митрополит Сергий (Страгородский) к исполнению обязанностей Заместителя Патриаршего Местоблюстителя. 18 мая того же года он созывает при себе Временный Патриарший Священный Синод. 20 мая из НКВД было получено на деятельность Синода разрешение, но временное. 25 мая состоялось заседание Синода, и в тот же день был разослан циркуляр по епархиям, в котором архиереям рекомендовалось организовать при себе епархиальные советы и зарегистрировать их в местных органах власти. При этом архиереям предоставлялось самим приглашать нужных им лиц в состав епархиальных советов. В Петроградской епархии заявление в Административный отдел было подано епископом Николаем (Ярушевичем), который весной 1927 года после ареста епископа Гавриила временно управлял епархией. Епископ Николай подал заявление в Административный отдел ОГПУ с просьбой зарегистрировать: 1) Епархиальное управление в составе: его самого как управляющего епархией, викарных епископов Серафима (Протопопова) и Димитрия (Любимова); 2) временный Совет в составе шести протоиереев: Василия Верюжского, Николая Чукова, Николая Виноградова, Сергия Боголюбова, Михаила Чельцова и Василия Яблонского при секретаре Алексии Западалове. Включая в состав Епархиального совета священнослужителей из обеих группировок, епископ Николай, по-видимому, надеялся устранить разногласия и разделения в епархии. Однако власти с регистрацией не торопились. Как сообщали Тучкову ленинградские чекисты, регистрация намеренно задерживалась «в целях выявления противника», ими были отведены кандидатуры Верюжского, Боголюбова и Западалова как «махровых тихоновцев» и «сторонников митрополита Иосифа».
29 июля того же года совместно с созванным им Временным Священным Синодом издал «Декларацию» о лояльности к советской власти. Оно было разослано по всем епархиям и приходам и затем опубликовано 19 августа 1927 года в «Известиях». Как писал протоиерей Михаил Чельцов: «Вышедшее послание поразило громадное большинство верующих. Против трех основных мыслей его — о необходимости легализации церковного управления, о естественности для нашего заграничного духовенства отказаться от резких выступлений против советской власти и о желательности созыва Поместного Всероссийского Собора — возражать было нечего, это все принималось почти всеми. Но тон послания — какой-то угоднический и нецерковный, его многие слова и даже целые выражения не столько резали ухо, сколько возмущали ум и чувства. Виделось, что церковная власть снова связала себя со светским правительством, подчинила себя ему, теряя свою свободу. И за что же? Пока только за учреждение и легализацию митр<ополита> Сергия и при нём состоящего Синода. Но что это за Синод? Имена членов его никому из нас ничего доброго не предвозвещали: все это имена викариев или неизвестных епископов. А нахождение среди них имени Алексия, бывшего нашего викария, а теперь архиепископа Хутынского, настраивало громадное большинство из нас против Синода…». В середине августа викарий Ленинградской епархии епископ Гдовский Димитрий (Любимов) и группа клириков Ленинграда обратились к митрополиту Иосифу с посланием, в котором они выразили своё несогласие с курсом церковной политики митрополита Сергия. Подобное обращение нашло отклик у самого митрополита Иосифа. В сентябре того же года он с согласия властей переехал из Моденского монастыря в Ростов, где по-прежнему служил в Спасо-Яковлевском Димитриевском монастыре. На просьбу митрополита Иосифа к Е. А. Тучкову позволить ему выехать в Ленинград ответа не последовало.

## Лидер «иосифлянства»

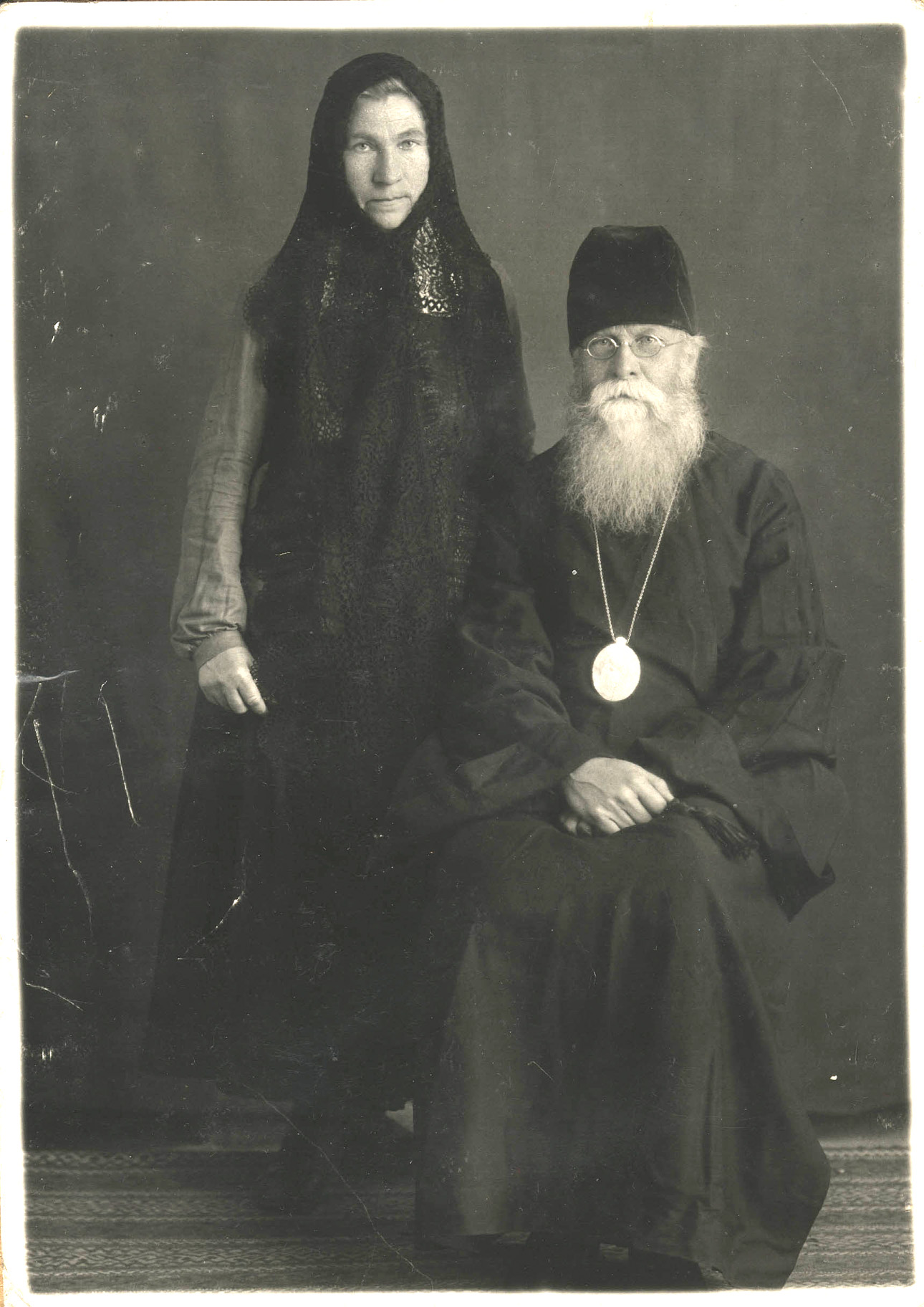
Митрополит Иосиф с сестрой Клавдией Шишуновой в ссылке в Чимкенте. 1933 год

13 сентября 1927 года на заседании Временного Патриаршего Священного Синода под председательством митрополита Сергия «по соображениям большей пользы церковной» решено было перевести митрополита Иосифа на Одесскую кафедру (принятый позднее официальный указ датирован 17 сентября). Митрополит Иосиф был вызван в Москву, где ему было сообщено о новом назначении. Узнав, по его словам, что «перемещение вызвано интригами отдельных лиц», он заявил о его незаконности, ссылаясь на определение Поместного Собора 1917—1918 года «О епархиальном управлении», и потребовал, чтобы его дело было передано на суд епископов. Вернувшись в Ростов, Иосиф составил 28 сентября письмо на имя митрополита Сергия, в котором вновь назвал решение о своем переводе «незаконным и ни в какой степени не приемлемым», указав его причиной «злую интригу кучки людей, не желавшей, чтобы он пребывал в Ленинграде». В письме митрополит Иосиф обвинил митрополита Сергия в «плачевно-рабском послушании, совершенно чуждом церковному началу» и вновь отказался подчиниться указу Заместителя Местоблюстителя как неканоничному, «принятому под влиянием посторонних факторов и по этой причине пагубно сказывающемуся на церковной организации».
Позднее митрополит Иосиф сообщил о своём отказе подчиниться решению о переводе на Одесскую кафедру посетившему его в Ростове епископу Димитрию (Любимову), который привёз в Ленинград это известие. 3 октября временно управлявший Ленинградской епархией Петергофский епископ Николай (Ярушевич) доложил Синоду о недовольстве в городе в связи с перемещением митрополита Иосифа из Ленинграда. 12 октября Синод утвердил решение о переводе Иосифа на Одесскую кафедру. Викариям Ленинградской епархии предписывалось прекратить возношение за богослужением имени митрополита Иосифа и подчиниться епископу Николаю. 22 октября текст выписки из указа Синода о новом назначении был получен митрополитом Иосифом в Ростове. 25 октября о переводе митрополита Иосифа в Одессу было официально объявлено в храмах Ленинградской епархии. 30 октября митрополит Иосиф отправил в Синод новое послание с отказом оставить Ленинградскую кафедру, заявив, что «не желает оказывать послушание церковной власти», находящейся, по его словам, в «рабском состоянии».
Во время переговоров, которые вела 12-14 декабря в Москве с митрополитом Сергием делегация ленинградского духовенства и мирян, митрополит Иосиф встречался с епископом Димитрием (Любимовым) и ознакомился с требованиями делегации по изменению церковной политики, которые одобрил. 26 декября того же года, после безуспешных переговоров с Заместителем Патриаршего Местоблюстителя ленинградских сторонников митрополита Иосифа, викарные епископы Гдовский Димитрий (Любимов) и Копорский Сергий (Дружинин) подписали акт отхода от митрополита Сергия и прекращения с ним молитвенно-канонически общения. Это решение получило предварительное одобрение митрополита Иосифа. Во второй половине декабря он писал епископу Димитрию: «Одобряю ваш шаг, присоединяюсь к вам, но, конечно, помочь вам более существенно лишен возможности». После запрещения Синодом епископов Димитрия и Сергия в священнослужении митрополит Иосиф в письме от 7 января 1928 года вновь одобрил отход своих викариев от митрополита Сергия и призвал их игнорировать распоряжения высшей церковной власти.
2 февраля 1928 года в Ростов прибыли с увещеванием от Синода архиепископы Вологодский Сильвестр (Братановский) и Самарский Анатолий (Грисюк), однако митрополит Иосиф не признал своей виновности в церковных нестроениях и вскоре вместе с викарным епископом Ростовским Евгением (Кобрановым) подписал составленный митрополитом Ярославским Агафангелом (Преображенским) и его викариями акт отхода от митрополита Сергия. До широкого распространения обращения митрополита Агафангела митрополит Иосиф был вызван в Ярославль и допрошен в местном отделе ОГПУ вместе с митрополитом Агафангелом прибывшим из Москвы Тучковым, который заверил митрополита Агафангела, что государственные власти не будут рассматривать его выступление против курса митрополита Сергия как политическое и не станут вмешиваться в церковные дела. В это же время митрополит Иосиф объявил о согласии возглавить отделившуюся от митрополита Сергия часть ленинградской паствы и всех других, последовавших их примеру. В послании ленинградской пастве от 8 февраля митрополит Иосиф поручил временное управление епархией епископу Димитрию (Любимову) и призвал возносить за богослужением и свое имя как правящего архиерея вслед за именем Патриаршего Местоблюстителя митрополита Петра.
Митрополит Иосиф по дороге останавливался в Ленинграде, о чём в Москву 29 февраля последовало секретное донесение от местных чекистов, в котором сообщалось: «По сведениям нашего осведомителя, митрополит Иосиф проездом в Устюжну заезжал в Ленинград, где убеждал всех крепко стоять за него, ни в коем случае не каяться перед митрополитом Сергием (наоборот, говорил Иосиф, митрополит Сергий должен перед нами каяться). „Пусть я буду сослан, казнен, говорил Иосиф, но не покину тех, кто идет за мной“». В конце февраля митрополит Иосиф был вновь задержан, доставлен в Москву. Затем митрополит Иосиф был вторично выслан в Николо-Моденский монастырь без указания сроков и причин ссылки и находился там под постоянным надзором без права выезда.
29 марта 1928 года Заместитель Патриаршего Местоблюстителя митрополит Сергий (Страгородский) и Временный Патриарший Священный Синод выступили с опровержением доводов митрополита Иосифа о незаконности произведённых митрополитом Сергием перемещений ряда архиереев на другие кафедры. Митрополит Сергий и Синод объясняли эти перемещения пользой для Церкви, поскольку перемещённые архиереи не имели возможности управлять своими кафедрами, но могли быть призваны к церковной работе в иных местах. По поводу заявлений митрополита Иосифа о неканоничности его назначения на Одесскую кафедру митрополит Сергий и Синод указывали, что оно не отличается от предшествовавшего назначения митрополита Иосифа на Ленинградскую кафедру, против которого тот не возражал. 11 апреля постановлением Заместителя Местоблюстителя и Временного Патриаршего Священного Синода вместе с другими архиереями, вышедшими из подчинения митрополита Сергия, был уволен на покой с преданием каноническому суду архиепископов и запрещением в священнослужении. В вину митрополиту Иосифу было поставлено то, что он не подчинился данному высшей церковной властью назначению на Одесскую кафедру, а его отказ от назначения способствовал смуте и расколу в Ленинградской епархии. Другим пунктом обвинения стали открытые заявления митрополита Иосифа об отходе от митрополита Сергия и призывы к объединению всех архиереев, отделяющихся от Заместителя Местоблюстителя.
В середине апреля 1928 года митрополит Иосиф обращался к Е. А. Тучкову с письменной просьбой снять с него обвинения и допустить в Ленинград, но его положение не изменилось. Надзор за митрополитом Иосифом в Моденском монастыре не был строгим и не очень ограничивал жизнь архиерея и братии. Митрополит Иосиф жил в келье со спаленкой, окна которой выходили во двор на храм, принимал приезжавших и паломников, духовных детей, родственников, многочисленных посетителей. Они привозили ему продукты, деньги и письма, однако посетителей подвергали учёту и порой обыскивали. Митрополиту Иосифу позволяли служить по великим праздникам в какой-либо из трёх церквей обители. На эти службы стекалось много окрестных крестьян. Приезжали земляки и родственники из Устюжны.
Оставаясь в ссылке, митрополит Иосиф не мог полноценно руководить возглавляемым им иосифлянским течением. Тем не менее к нему постоянно ездили курьеры, привозившие известия о событиях, указы на подпись, материальную помощь, он передавал через них практические указания, письма, разъяснения, советы. Лично обращавшихся к нему митрополит Иосиф обычно направлял к назначенному им временным управляющим епископу Димитрию (Любимову), которого 7 января 1929 года возвёл в сан архиепископа, с просьбами решить их вопросы. Архиепископ Димитрий в свою очередь поддерживал постоянную связь с митрополитом Иосифом, информировал его о событиях.

## В ссылке в Казахстане
В сентябре 1929 года арестован и выслан в Казахстан в Аулие-Ата. Был арестован в ссылке и привлечён к делу «Всесоюзной организации ИПЦ» 9 сентября 1930 года. Первоначально митрополит Иосиф допрашивался в Ленинграде, затем был доставлен в Москву. 27 сентября 1930 года в своих собственноручных показаниях так характеризовал отличие «иосифлян» от сторонников митрополита Сергия: «Сергий хочет быть лакеем Советской Власти, мы — хотим быть честными, лояльными гражданами Советской Республики с правами человека, а не лакея, и только». В других показаниях 1930 года отмечал:

Слыша о современных событиях в городах (борьба с религией и с Церковью), конечно, с одной стороны готов благодарить судьбу, что она поставила вдали от всех этих скорбей и страданий для верующей души. И одна мысль об этих страданиях способна отрезвлять и удерживать от всяких желаний играть какую-либо руководящую роль в верхах Церкви. Это не значит, конечно, что я обрёл спокойствие, свойственное говорившему: «моя хата с краю, ничего не знаю». Получив свободу, конечно, будешь невольно втянут в ту или другую ориентацию, от чего совесть не позволит отказываться, раз на то будет дана свобода. Но видя как в настоящее время опошлена и дискредитирована всякая ориентация, всего вероятнее, что я ни к одной из них примкнуть не смогу, но и своей особой для других создавать не намереваюсь. Вернее всего, я и на свободе замкнусь в своей уголок, и буду сам себе первой и последней ориентацией. Конечно, не в моих силах будет запретить другим следовать моему примеру и считать меня центром своей ориентации. Но — что в моих силах и что обязан я сделать, так это будет сделано: никакой контрреволюции в своей среде я никогда не терпел и не стерплю и ничего противо-Советского и противореволюционного моим именем или авторитетом не позволю. Но, конечно, и совестью своей торговать не намерен, и всякую попытку использовать свои силы вопреки декрету о невмешательстве в дела чисто церковные и духовные встречу отпором, ничуть не боясь погрешить этим против Власти Гражданской, если только она верна своим же собственным декретам и духу своих постановлений о свободе веры и совести каждого. Мне часто приходилось слышать «благие советы»: то идти за одним, то за другим. Зачем же непременно нам нужна человеческая кабала? Я иду только за Христом, по разумению своего какого ни на есть разума, и этого с меня довольно. Итак, моё последнее слово: мне дорога свобода, но, если она послужила бы только во вред мне или кому другому, ничего не имею и против неволи. И то и другое принимаю и впредь как от руки Божией. Им, по нашему верованию — (Господом Богом) всякая власть царствует и пишет правду («Мною царие царствуют и сильнии пишут правду» — слова Библии).
Била меня когда-то и Царская власть — я терпел… Готов терпеть и от нынешней Советской — все что угодно, твердо веря, что и она без воли Божией не сильна мне сделать никакого зла. (Ев[ангелие от] Иоанна, 19 гл[ава], 10-11 ст[ихи]81.)

По постановлению Особого совещания при Коллегии ОГПУ от 3 сентября 1931 года был приговорён к пяти годам заключения в лагере с заменой на высылку в Казахстан на тот же срок. Жил в Мирзояне, на окраине Чимкента. В маленьком казахском глинобитном доме он занимал комнату с верхним светом, обставленную очень скромно: в ней стоял грубо сколоченный стол, топчан и пара стульев. Каждое утро один служил за аналоем, на который ставил небольшой резной складень.

## Арест и мученическая кончина
В 1937 году, 7 июля, был вновь арестован в ходе массовых репрессий в отношении духовенства.
19 ноября 1937 года был приговорён к расстрелу Тройкой УНКВД по Южно-Казахстанской области; 20 ноября, в полночь был расстрелян вместе с митрополитом Кириллом (Смирновым); захоронен предположительно в Лисьем овраге под Чимкентом.

## Память и вопрос о канонизации

Мемориальная доска в Устюжне

В 1981 году Русская православная церковь за границей канонизировала новомучеников и исповедников российских, причём имя митрополита Иосифа было названо в числе немногих подвижников, чьи имена были обнародованы непосредственно на соборе. В 1980-е годы в РПЦЗ была написана «икона» «Иосиф Петроградский, попирающий Патриарха Сергия» по мотивам афонской фрески, на которой Марк Эфесский попирает Папу Римского.
Русская православная церковь, однако, так и не прославила его, хотя ряд сторонников митрополита Иосифа были канонизированы РПЦ. Препятствием к канонизации является не руководство «расколом» (современная РПЦ признаёт, что «иосифляне» были во многом правы, прославив ряд последователей митрополита Иосифа), а признание им своей вины в 1937 в «контрреволюционной деятельности». Тем не менее, многие считают, что контрреволюционная деятельность и враждебное отношение к советской власти не может являться препятствием для церковного прославления, а, напротив, свидетельствуют о жизненном подвиге митрополита Иосифа. Впрочем, существует точка зрения, что этот протокол был сфабрикован чекистами — в пользу этой версии говорит казённая стилистика текста и стандартная для подобных признаний форма показаний.
Церковный историк иерей Александр Мазырин в 2024 году отмечал, что: «С митрополитом Иосифом (Петровых) ситуация похожая на ту, что сложилась с вопросом о прославлении архиепископа Феодора (Поздеевского). В его последнем следственном деле расстрельном тоже признательные показания. То есть он признал свою вину и, с точки зрения некоторых членов Комиссии по канонизации, тем самым оклеветал себя, себя и других. Ну опять же мы не знаем всей обстановки, как эти показания появлялись. Это было на юге Казахстана, в Южно-Казахстанской области. Он вместе с митрополитом Кириллом (Смирновым) проходил первым кандидатом в патриаршие местоблюстители по завещанию патриарха Тихона. Ну вот митрополита Кирилла прославили, митрополита Иосифа — нет. Недалеко по соседству в Алма-Ате тогда же был осуждён на смерть, расстрелян архиепископ Алма-Атинский Тихон (Шарапов). У него вообще как бы совершенно дикие вроде как при поверхностном взгляде на дело признательные показания. Там и шпионаж, и всё, что угодно. Но дальше потом уже в 50-е годы проводилась расследование служебное, как велось это дело. И выяснилось, что там даже конюха управления НКВД привлекали для избиения подследственных. Поэтому там могли человека до такого состояния доводить, что он уже знал, не видел, не понимал, что там ему дают на подпись. Вот поэтому очень сложно здесь как-то делать выводы. Ну, видимо, Комиссии по канонизации приходится, но являются ли эти выводы окончательными на все времена? Посмотрим. В том числе в вопросе о прославлении митрополита Иосифа, архиепископа Феодора. Русской Зарубежной Церковью они были прославлены в своё время. В их святцах содержатся [их имена], там иконы им пишут. Тем более, что действительно ряд иосифлянских, как их стали называть, деятелей, в том числе епископов, несмотря на очень резкую критику, допускаемую ими в адрес митрополита Сергия, были прославлены. Например, епископ Виктор (Островидов). Он, наверное, резче всех вообще из оппозиционных епископов в то время критиковал митрополита Сергия. Вплоть до того, что называл его еретиком-антицерковником. Но это не помешало его прославить в 2000 году. И целый ряд других деятелей подобного рода. Здесь главным критерием, как это было ещё в 90-е годы определено, кого можно канонизировать из участников полемики двадцатых-тридцатых годов, а кого нельзя, является то, оставался ли тот или иной иерарх, священник, просто верующий в молитвенном общении с предстоятелем Русской Церкви того времени — патриаршим местоблюстителем митрополитом Петром. Митрополит Петр был непосредственный преемник патриарха Тихона по его завещательному распоряжению, был утверждён в звании патриаршего местоблюстителя, а митрополит Сергий всё вот это время до 1937 года был лишь заместителем патриаршего местоблюстителя. То есть он не был предстоятелем Русской Церкви. Поэтому вот решено было в 90-е годы, что прославлять можно тех, кто не отделялся от митрополита Петра. Может быть, даже при нарушении какого-то там внешнего единства с митрополитом Сергием. Ну вот обновленцы, например, они от патриарха Тихона отделились и от митрополита Петра, вообще от Патриаршей Церкви, можно сказать, вообще от Церкви Православной, поэтому даже тех, кто из них пострадал, был казнён в годы репрессий, а таких тоже немало, их не канонизируют. Но вот в отношении непоминающих, иосифлян, даниловцев уже другой подход.». 
15 сентября 2012 года на родине митрополита Иосифа, в городе Устюжне Вологодской области, была установлена памятная доска из чёрного мрамора с надписью «Въ домѣ № 14 по этому переулку (бывшему Казанскому) въ 1872 году родился и прожилъ первыя 17 лѣтъ своей жизни священномученикъ Iосифъ, Митрополитъ Петроградскій (въ міру Иванъ Семеновичъ Петровыхъ). Разстрѣлянъ въ 1937 году».

## Учёный и мемуарист
Главный труд владыки Иосифа: «История иудейского народа по археологии Иосифа Флавия» (Сергиев Посад, 1903, магистерская диссертация). Задачей своего труда видел в том, чтобы «забраковав негодное, установить важное» в тексте Флавия. Подчеркнул две крайности в оценке Флавия — гиперкритицизм и полное доверие: «Понадобились до унизительности рабские преклонения перед авторитетом Иосифа далеко недюжинных талантов (вроде некоторых отцов и учителей Церкви), прежде чем установилось равновесие». Вывод самого исследователя заключался в том, что Флавий, говоря о периоде, предшествовавшем Маккавейским войнам, не располагал никакими серьёзными документами, кроме Ветхого Завета, зато его сведения о последних двух веках до н. э. имеют огромную ценность, тем более, что этот период освещён в Библии не полностью.
В 1905—1910 годы издал свой дневник под заглавием: «В объятиях Отчих. Дневник инока», состоявший из двенадцати томов. Из текста видно, как внимательно автор дневника углублялся в себя и записывал каждое своё душевное движение. В дневнике много говорится и о взлётах его духа, и об искушениях, которым он подвергался.
В Ростове епископ Иосиф продолжил активную научную и писательскую деятельность. Здесь он работает над статьями для издания «Толковая Библия, или Комментарии на все книги Св. Писания Ветхого и Нового Завета»: «Деяния Святых Апостолов» (т. 10, 1912), «Первая книга Маккавейская», «Третья книга Маккавейская» (т. 7 «А», 1913), «Послание к евреям» (т. 11, 1913). В 1910-е годы вышли популяризирующие христианское учение брошюры епископа Иосифа «Замечательный случай чудесного исцеления болящего ребёнка по молитвам святителя Димитрия Ростовского» (Ростов, 1912), «Святитель Ростовский — обличитель клеветы и защитник невинных» (Ростов, 1912), «Памяти Александры Федоровны Мальгиной» (Ростов, 1915).

## Сочинения
- Материалы для изучения великорусских говоров // Известия Отделения Русского Языка и Словесности Императорской Академии Наук. — Т. 1. — Кн. 4. 1896. — Вып. III. — С. 72-99.
- Речь при погребении проф. А. П. Смирнова // Богословский Вестик. 1897. — № 1.
- Самуил и Саул в их взаимных отношениях // Богословский Вестик. 1900. — № 12.
- Можно ли и как можно православным христианам молиться за христиан неправославных? // Душеполезное чтение. 1901. — № 10.
- Матерь Божия — Благодатная Матерь народа русского. — Сергиев Посад, 1902.
- Речь перед защитой магистерской диссертации // Богословский вестник. 1903. — № 10.
- Магистерский диспут. — Сергиев Посад, 1903.
- История иудейского народа по Археологии Иосифа Флавия (Опыт критического разбора и обработки). — Сергиев Посад, 1903.
- Как «воспитывается» неблаговоспитанность // Божия нива. 1904. — № 4.
- От крупиц евангельских. Беседы инока. — Сергиев Посад, 1904.
- Учение Лейбница о происхождении и сущности зла. — Х., 1905.
- Девушка-учительница. — Сергиев Посад, 1905.
- Река Иордан; Ночь на Голгофе и у Гроба Господня // Душеполезное чтение. 1905. — № 1, 4.
- Маленькие монахи. — Сергиев Посад, 1906.
- Ианней — Александр // Православная богословская энциклопедия. — Т. 6. — С. 96-99
- Иисус, сын Иоседеков // Православная богословская энциклопедия. — Т. 6. — С. 602—606
- Иоанн, сын Маттафии // Православная богословская энциклопедия. — Т. 6. — С. 791—794
- Иоанн Гиркан // Православная богословская энциклопедия. — Т. 6. — С. 794—800
- Иоанн Гискальский // Православная богословская энциклопедия. — Т. 6. — С. 899—909
- Иотапа // Православная богословская энциклопедия. — Т. 7. — С. 498—502
- Иуда Маккавей // Православная богословская энциклопедия. — Т. 7. — С. 508—516
- Иуда Галилейский // Православная богословская энциклопедия. — Т. 7. — С. 516—517
- Иудеи // Православная богословская энциклопедия. — Т. 7. — С. 546—554;
- Иудифь; Есфирь; Книги Маккавейские // Толковая Библия / Под ред. Лопухина. СПб., 1906—1913. — Т. 3, 7, 10-11.
- В объятиях Отчих. Дневник инока. Вып. 1-11. Сергиев Посад, 1905—1914. Том 1, том 2, том 3, том 4-5, том 6-7, том 8, том 9, том 10-11.
- Православие — светоч России; В Великий Пяток // Новгородские епархиальные ведомости 1908. — № 11; 1909. — № 7.
- Речь при наречении во епископа Угличского // Церковные ведомости. Прибавления. 1909. — № 13/14. — С. 601—603
- Новое чудо милосердия Царицы Небесной в г. Ростове Великом. — Сергиев Посад, 1911.
- Святитель Димитрий — обличитель клеветы и защитник невинных. — Ростов, 1912.
- Замечательный случай чудесного исцеления болящего ребёнка по молитвам свт. Димитрия Ростовского. — Ростов, 1912.
- Посещение Ростовского Спасо-Иаковлевского Димитриева монастыря и г. Ростова императором Николаем II и Елизаветой Федоровной // Душеполезное чтение. 1913. — № 7/8; 1914. — Ч. 1.
- Знамя Сапеги; Плащаница Ростовского Успенского собора // Светильник. 1913. — № 9; 1914. — № 1.
- Сказание о новопрославленной иконе Божией Матери «Умиление», находящейся в Благовещенской церкви г. Ростова, Ярославской губ. — Казань, 1914.
- Памяти Александры Феодоровны Мальгиной. Слово перед отпеванием А. Ф. Мальгиной. — Ростов, 1915.
- Слово // Ярославские епархиальные ведомости. 1915. — № 19.
- «Я иду только за Христом…»: Митрополит Иосиф (Петровых), 1930 год / Публ., вступл. и примеч. А. Мазырина // Богословский сборник. — Вып. 9. — М.: Изд-во ПСТБИ, 2002. — С. 376—424.
- Письма, статьи, повесть // Священномученик Иосиф, митр. Петроградский. Жизнеописание и труды. — М.; СПб., 2011.